# 基督教中國佈道會聖道迦南書院
基督教中國佈道會聖道迦南書院（英語：ECF Saint Too Canaan College）為香港觀塘區一所以英語授課的直資中學，其前身為創於1977年、位於石硤尾的聖道女子中學，於2003年遷入現址並更名。

## 歷史
聖道迦南書院前身為「聖道女子中學」，於1977年在石硤尾棠蔭街創校。由於中學學額需求上升，原有的「聖道學校」於該年由小學改為私立中學，成為此校的前身，並於隨後參與政府買位計劃。
然而，由於政府在1988年決定逐步取消買位中學制度，不少同類學校因而轉營或結束。直到2000年，聖道女子中學與另外三間學校，成為全港最後四間買位私立中學，且面對轉營壓力。一年後，原校決定分兩階段進行轉營：先於2001年初競投現址校舍，以轉作直資中學，而申請於同年5月獲得受理；其後，再於同年9月暫時停辦中學課程兩年，期間改為專科學校。
至2003年9月，原校正式遷入觀塘四順的新校舍，並更名為「聖道迦南書院」，同時打破以往只收女生的傳統，改為兼收男女生的一所新直資中學，首屆錄取11班中一及中四。

## 校舍

### 順利現存校舍
此校現時的校舍為一座後期型中學千禧校舍，設有30間課室及各種特別室。此外，校舍與鄰近的滙基書院（東九龍）共用一個足球場及停車場。
兩校均由安保工程有限公司承建，於2001年11月動工，至2003年竣工。

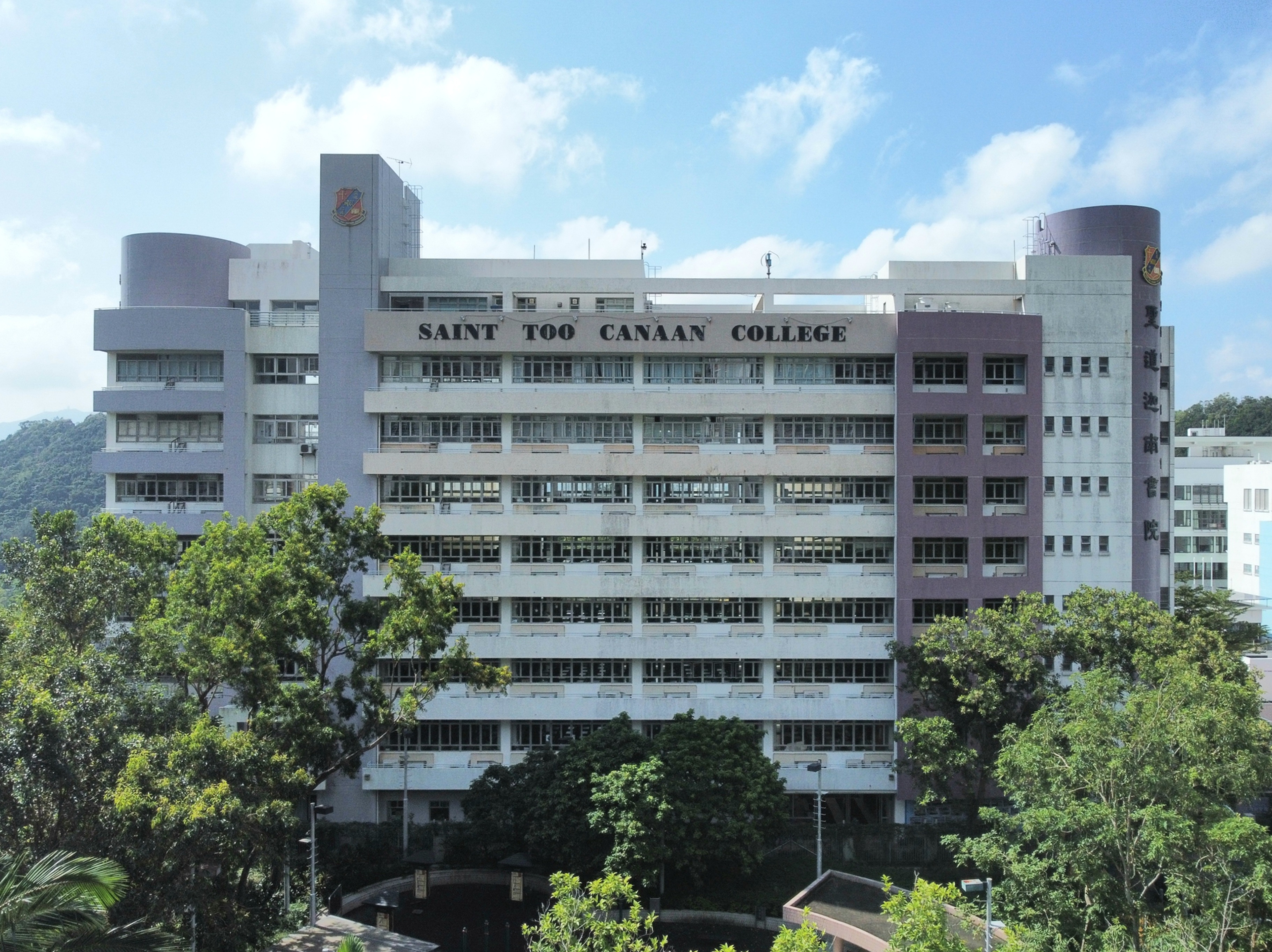
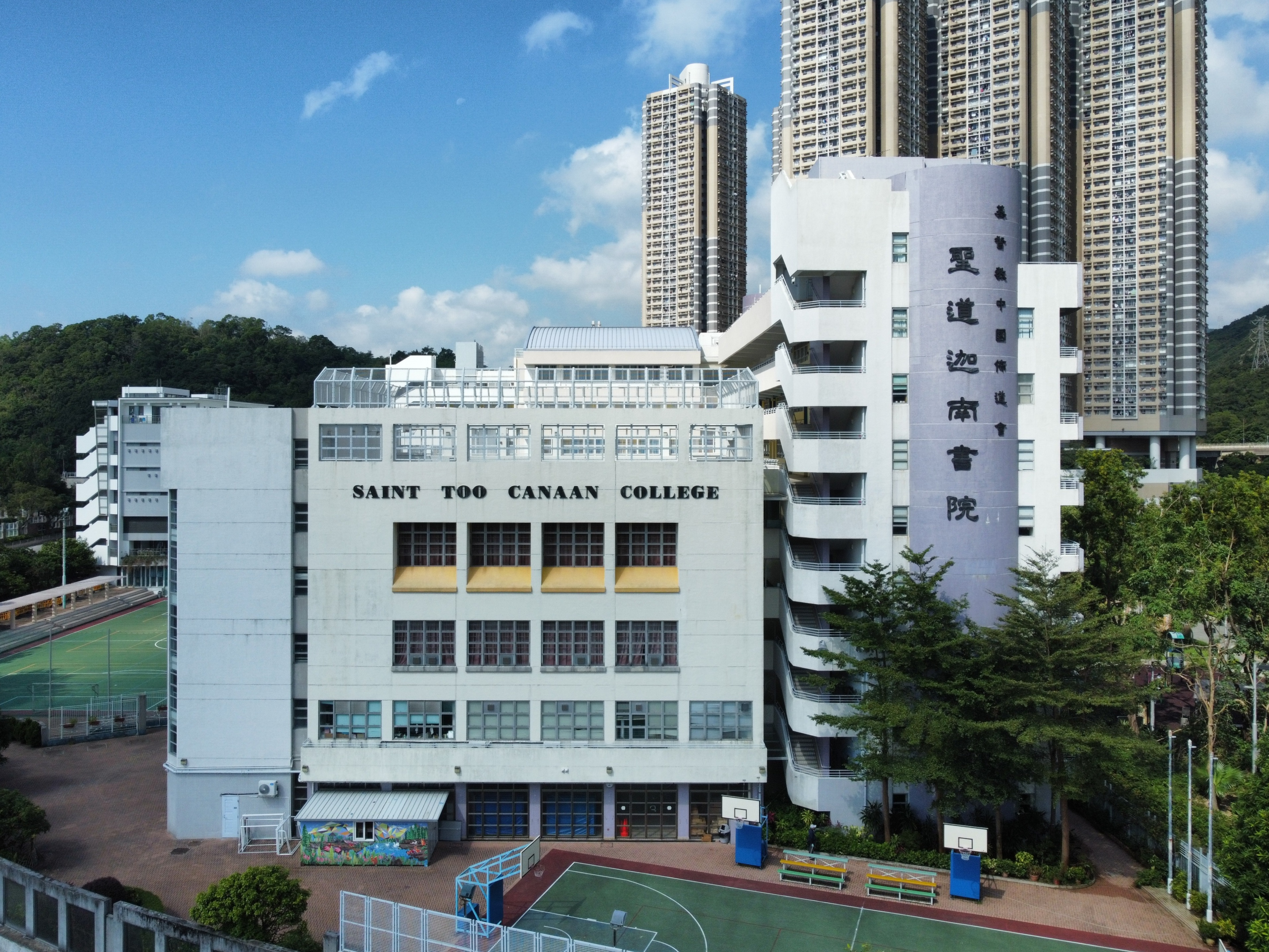
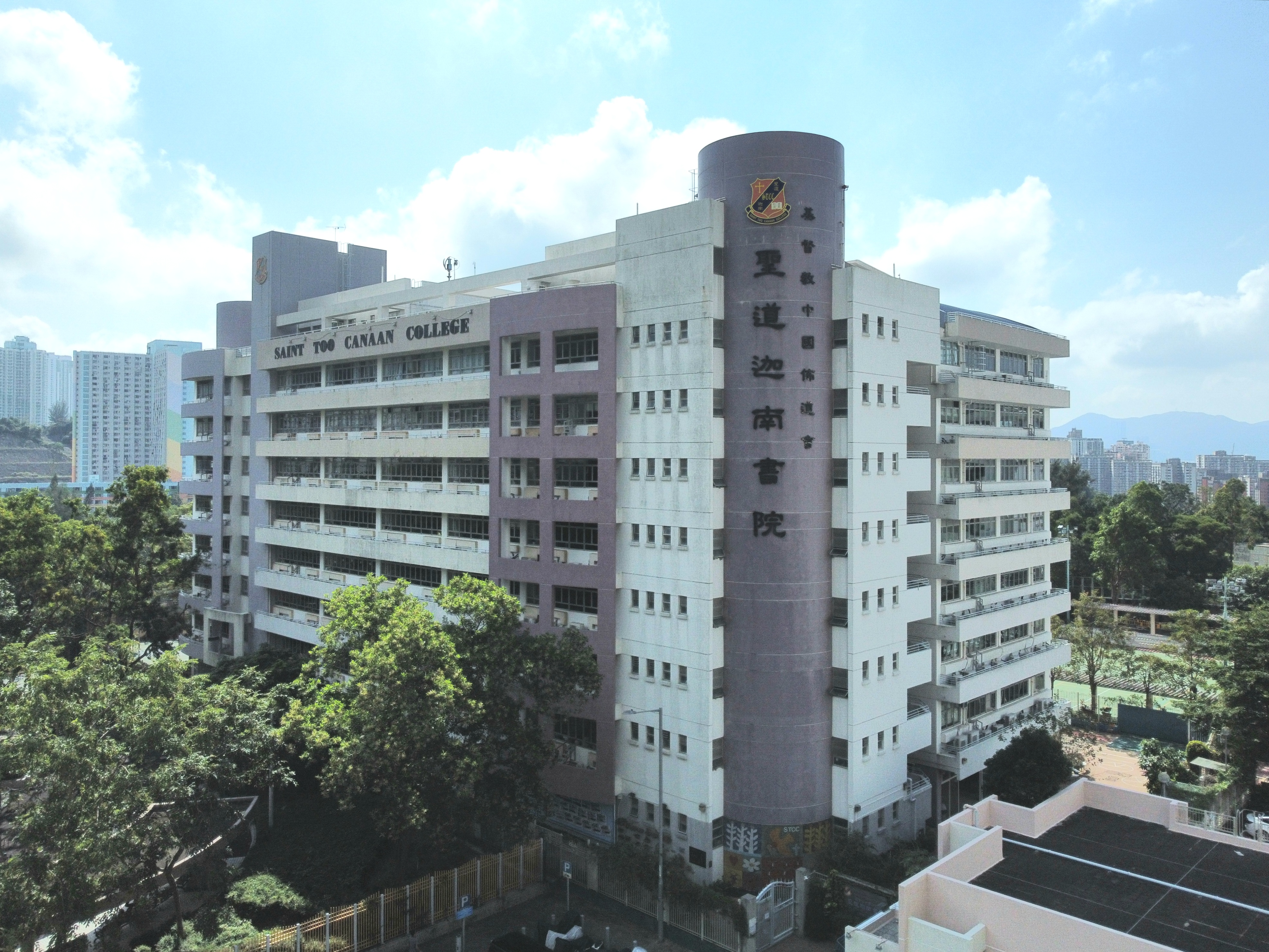
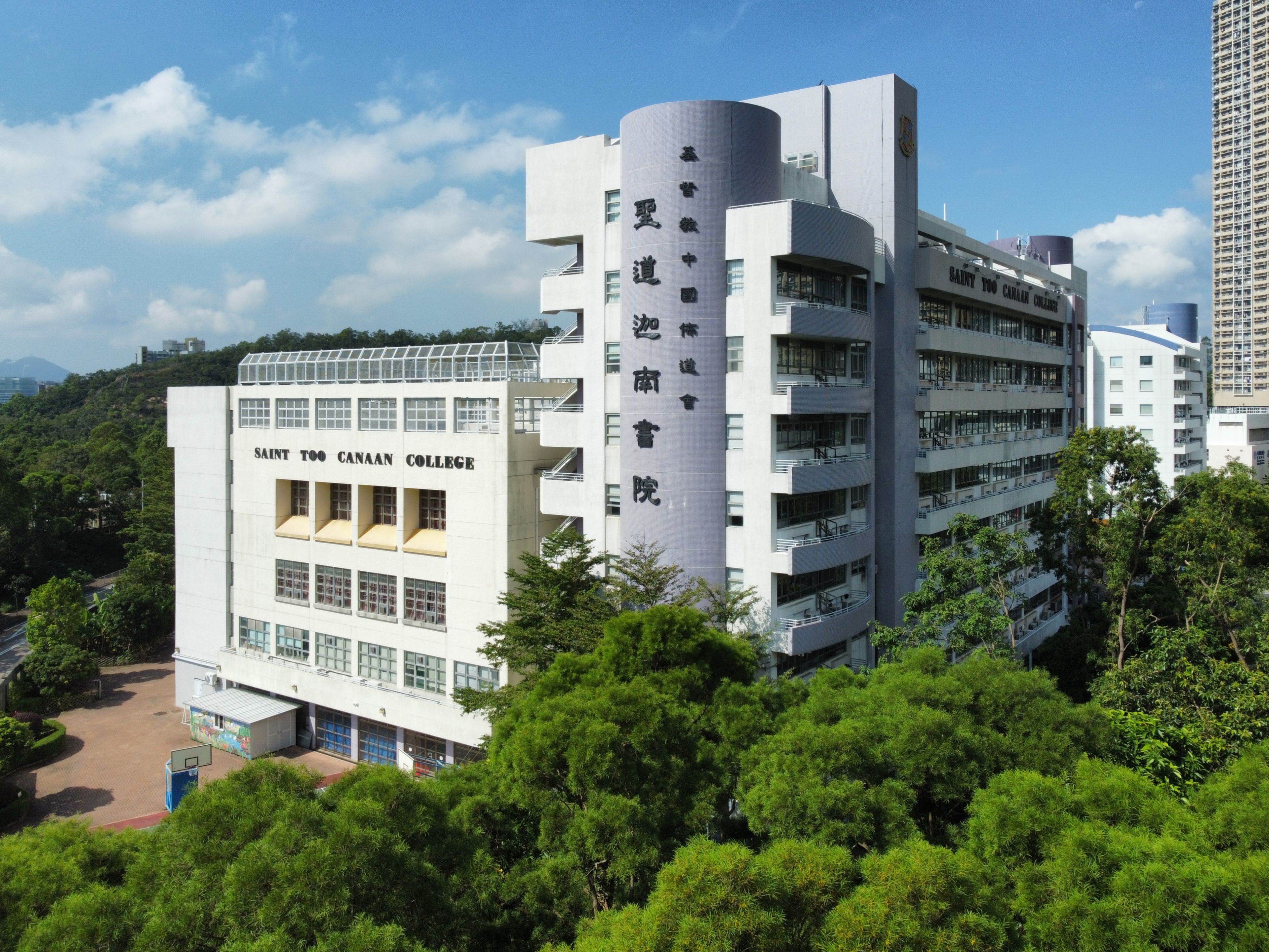

### 石硤尾舊校舍
舊有校舍位於石硤尾棠蔭街15號，佔地1.5萬平方呎，僅設有10間課室及少量特別室。
隨著原校於2003年遷入新校舍，舊校舍正式停用，現時出租予一私立學校。

## 歷任管治人員

### 校監
- 陳祖表先生（不遲於1980年代尾起[10]，現任校監）

### 校長

#### 舊校
- 余啟瑞先生（1977年-？，創校校長）[11]
- 蔡佩翹女士（約1980年代尾）[10]
- 林勤德先生（？-1996年，因虧空公款不獲續約[12]）[13]
  - 不詳（1996年內，署任校長）
- 區美璣女士（1996年-2001年）[9]

#### 新校
- 李樂成先生（2003年-2011年，新校首任校長）[14]
- 李柏雄先生[15]（2011年-2018年）
- 徐潮妹女士（2018年-2022年）
- 李家鳴先生（2022年起，現任校長）

## 事件
- 1996年，此校時任校長林勤德，被揭發與會計文員一同虧空公款達50萬元[16]，而且分別拖欠教師2個月薪金及逾一年公積金。及後，辦學團體決定不與他續約[12]，而教育署亦隨之介入調查帳目。
- 2004年3月3日中午，此校發生毆鬥事件，兩名中四男生因關課室門問題而互相毆鬥，事後被警方拘捕[14]。
- 2005年2月23日清晨，此校教員室被賊人從窗戶潛入爆竊，損失總值3萬元的電子器材[17]。
- 2019年11月17日，此校一名17歲中四女生於將軍澳尚德邨跳樓自盡。事後，網上傳出該學生生前曾參與反修例示威等傳聞，醫管局及警方隨即作出澄清[18]。

## 著名人物

### 校友
- 裕美（2006年新校中五）：歌手、演員[19]
- 李鑑峰：香港記憶代表隊榮譽主席
- 鍾柔美（2024年新校中六）：香港女歌手及演員，《聲夢傳奇》季軍，組合After Class成員。
- 徐嘉蔚：香港獨立唱作女歌手
- 劉子睛：ViuTV《肥美人》冠軍得主
- 梁嘉俊：香港著名騎師

## 註解
1. ↑  以「基督教中國佈道會聖道教育機構有限公司」法人名義辦學
2. ↑  2021/22年度[1]
3. ↑  2021/22年度[2]
4. ↑  分別為閩光書院﹑威靈頓英文中學及聖瑪加利女書院（九龍分校）。

## 外部連結
- 基督教中國佈道會聖道迦南書院官方網頁 （页面存档备份，存于）